# Mississippi Brilla
Mississippi Brilla é uma agremiação esportiva da cidade de Clinton, Mississippi.  Atualmente disputa a USL League Two.

## História
O Mississippi Brilla foi fundado em 2006 com o objetivo de trazer de volta o futebol para o Mississippi que estava sem clubes de futebol desde que o Jackson Chargers foi dissolvido em 1999. Sua primeira temporada na PDL foi em 2007, sendo sua primeira partida oficial um empate em 1x1 contra o  New Orleans Shell Shockers. Sua primeira vitória foi contra o DFW Tornados.

## Estatísticas

### Participações
|  | Participações em 2018 |

| Competição     | Competição               | Temporadas | Melhor campanha     | Estreia | Última | P | R |
| Estados Unidos | Lamar Hunt U.S. Open Cup | 3          | Segunda Fase (2016) | 2009    | 2016   |   | – |